# Посещението
„Посещението“ (на унгарски: Vizitáció) е икона от анонимния унгарски иконописец майстор МS от 1506 г.
Иконата е една от най-известните творби в средновековното унгарско изкуство. На нея се представя срещата на бременната с Йоан Кръстител Света Елизавета и Дева Мария. Всички природни елементи, които са изобразени са във възхвала на Господа. Тази идилия, обаче, е просто илюзия – голите скали, усукани дървета, красивите и нежни цветя – ирис, божур, ягоди на преден план, са едва доловими символи на страстта. Елизабет прави почит към Дева Мария, като в израз на нейната преданост повдига леко лявата ѝ ръка, за да я целуне. Иконата е част от църквата Света Екатерина в Банска Щиавница, Словакия. Други икони от олтара на църквата се съхраняват в Лил (Франция), Свети Антон (Словакия) и Естергом (Унгария). Надписът върху иконата е идентифициран с иконописеца на олтар, посветен на Дева Мария в Краков. Предполага се, че MS означава Мартен Шварц.
Иконата е част от колекцията на Националния музей в Будапеща, Унгария.